# Rafael Gutiérrez Aldaco
Rafael Gutiérrez Aldaco (ur. 8 września 1967 w Guadalajarze) – były meksykański piłkarz występujący najczęściej na pozycji lewego obrońcy.